# Dresta
Dresta (ur. 18 kwietnia 1971 w Compton, USA jako Andre DeSean Wicker) – amerykański raper. Znany z udziału w utworze Real Muthaphuckkin G’s oraz współpracy z raperem Eazy-E i swoim bratem B.G. Knocc Outem

## Życiorys
Andre DeSean Wicker urodził się w Compton, USA. Był członkiem gangu Crips tak samo jak jego brat Arlandisem Hintonem. W 1986 roku został skazany za napaść na innego członka gangu i umieszczony w Kalifornijskim urzędzie ds. Młodzieży w Camarillo.
Podczas pobytu w więzieniu Dresta zaczął interesować się rapem. Ciągle był w dobrym kontakcie z B.G. Knocc Outem. Został przedterminowo zwolniony i poznał Eazy’ego-E.
Dresta i B.G. Knocc Out podpisali kontrakt z Ruthless Records i pojawili się na EP Eazy’ego zatytułowanym It’s On (Dr. Dre) 187um Killa w utworze Real Muthaphuckkin G’s, który był odpowiedzią na diss Dr. Dre i Snoop Dogga.
Po śmierci Eazy-E i dużym sukcesie Real Muthaphuckkin G’s Dresta i B.G. Knocc Out postanowili wydać własny album i tak w 1995 roku ukazał się Real Brothas.

## Dyskografia
| Informacje |
| --- |
| Real Brothas (z B.G. Knocc Outem) - Wydany: 15 sierpnia 1995 - Wytwórnia: Def Jam - Single: "50/50 Luv", "Jealousy", "D.P.G./K" |